# الگوریتم تخمین فاز کوانتومی
الگوریتم تخمین فاز کوانتومی (به انگلیسی: Quantum phase estimation algorithm) یکی از الگوریتم‌های کوانتومی است که برای تعیین مقادیرویژه یک عملگر یکانی در شبیه سازی سیستمهای فیزیکی استفاده می‌شود. ورودی، شرط و خروجی الگوریتم به صورت زیر تعریف شده‌اند:
- ورودی: یک مدار کوانتومی یکانی برای یک عملیات n کیوبیتی {\displaystyle U} و یک وضعیت کوانتومی n کیوبیتی {\displaystyle |\psi \rangle }
- شرط: {\displaystyle |\psi \rangle } مقدارویژه {\displaystyle U} است
- خروجی: تخمینی از عدد {\displaystyle \theta } به طوری که:

{\displaystyle U|\psi \rangle =e^{2\pi i\theta }\left|\psi \right\rangle ,0\leq \theta <1}

## کاربردها
معمولاً از الگوریتم تخمین فاز کوانتومی در سایر الگوریتمهای کوانتومی مثل الگوریتم شور استفاده می‌شود.

## چالش های پیاده سازی
مشکل الگوریتم تخمین فاز کوانتومی این است که عمق مدار کوانتومی خیلی زیاد است و پیاده سازی آن به کیوبیت های زیادی نیاز دارد و با سخت افزارهای در دسترس از لحاظ محاسباتی سنگین است. برای رفع این مشکل می توان از تخمین فاز تکرارپذیر ( Iterative Quantum Phase Estimation)  استفاده کرد که در آن از یک کیوبیت کمکی برای اندازه گیری هر بیت خروجی استفاده می شود و محاسبات در مدار کوانتومی چند بار تکرار می شود که سبک تر از الگوریتم تخمین فاز سنتی است. 